# Штандер
Шта́ндер (Штандер-стоп, Зевака, Стоп-мяч) — детская подвижная игра с мячом практически для любого возраста и количества участников. Лучшее место для игры: небольшая ровная площадка во дворе или спортивном зале. Развивает такие физические качества как быстрота реакции, ловкость, выносливость.

## Название игры
По версии В. Шендеровича, своё название игра получила от немецкого «Stand hier!», что можно перевести на русский как «Стой здесь!» или «Остановись!»

## Описание игры
Играющие становятся в круг на расстоянии шага от водящего (центр круга может быть обозначен заранее, например, мелом). В руках водящего мяч. Подбрасывая мяч высоко вверх, водящий называет имя любого игрока. Тот, кого он назвал, должен выбежать в центр площадки и поймать мяч. Водящий занимает освободившееся место.
Если игрок ловит мяч, он становится водящим и описанные действия повторяются. Если мяч успевает коснуться земли, играющие разбегаются в разные стороны, пока он не поднимет мяч и не крикнет «Штандер!» (или «Стоп!»). В этом случае все замирают на том месте, где их застала команда, а он должен «осалить» кого-либо из играющих (попасть по нему мячом). Игроки при этом не имеют права покидать место, на котором остановились (увёртываться от мяча разрешается). Водящий также не имеет права покидать центр круга для броска.
Тот, в кого попали, становится ведущим или выбывает из игры по предварительной договорённости. Игра повторяется снова.

## Правила игры
Оговаривается или очерчивается площадка (круг, по периметру которого становятся игроки), отмечается центр (место водящего). Водящий выбирается с помощью считалки, жребия или любым иным способом и становится в центре.
Если участники игры плохо знакомы друг с другом, вместо имён используются номера (по количеству играющих).
Выкрикивать имя следует до того, как мяч брошен вверх. Кричать «Штандер!» водящий имеет право только когда он с мячом возвращается в центр круга.
Если участник, которого «осалили», ловит мяч, он имеет право тут же «осалить» мячом водящего или любого другого игрока. Долго задерживать мяч не разрешается.
Вариант С. Якуба, описанный в газете для классных руководителей, предполагает игру «на вылет»: каждый «осаленный» получает штрафное очко, а после трёх очков выбывает из игры. При этом даётся оговорка, что играть втроём или вчетвером уже трудно и не так интересно, поэтому автор советует играть до пяти-шести штрафных баллов, если участников меньше десяти.
Если водящий замешкался и остальные игроки успели убежать так далеко, что наверняка попасть в них мячом будет трудно, он может «передать руку» другому. Для этого водящий должен выбрать участника игры, стоящего ближе всех, и спросить его: «Берёшь руку?» Если тот согласен, водящий перебрасывает мяч ему. Все вновь разбегаются, а тот, кто ловит мяч, кричит «Штандер!» и «осаливает» оказавшегося рядом игрока. При этом если водящий неточно передаёт мяч и тот касается земли, водящему начисляется штрафное очко.

## Интересные факты
- В книге «Изюм из булки» В. Шендерович ностальгирует[1]:

Исчезла эта игра и канула в Лету вместе с диафильмами про кукурузу — царицу полей и подстаканниками со спутником, летящим вокруг Земли. Кукурузы
не жаль, подстаканников не жаль — штандера жаль. Хорошая была игра…

## Игра в искусстве
- С. Логинов — рассказ «Штандер» из антологии «Часы с вариантами». По сюжету, дети играют в штандер в далёком будущем.
- А. Розенбаум — песня «Штандер» из альбома «Ностальгия», посвящённая композитору В. Резникову. В тексте есть такие слова: «И в штандер мы играем разноцветным раскидаем…» «Раскидайчиками» в советские годы называли мячики из бумаги или покрытые цветной фольгой, набитые опилками и туго стянутые нитками, на длинной резинке.
- А. Макаревич — песня и одноимённый альбом, выпущенный в 2007 году вместе с «Оркестром креольского танго». Даже музыкальный релиз альбома критики сравнивали с игрой в штандер.